# Р (слово ћирилице)
Слово Р је двадесето слово српске ћирилице.